# Аналипси (Лерин)
Аналипси (грч. Ανάληψη) је насељено место у општини Суровичево у периферији Западна Македонија, Грчка. Према попису из 2021. године било је 480 становника.
Насеље је подигнуто осамдесетих година 20. века и први пут се помиње на попису из 1991. године са 277 становника.